# 偽医療

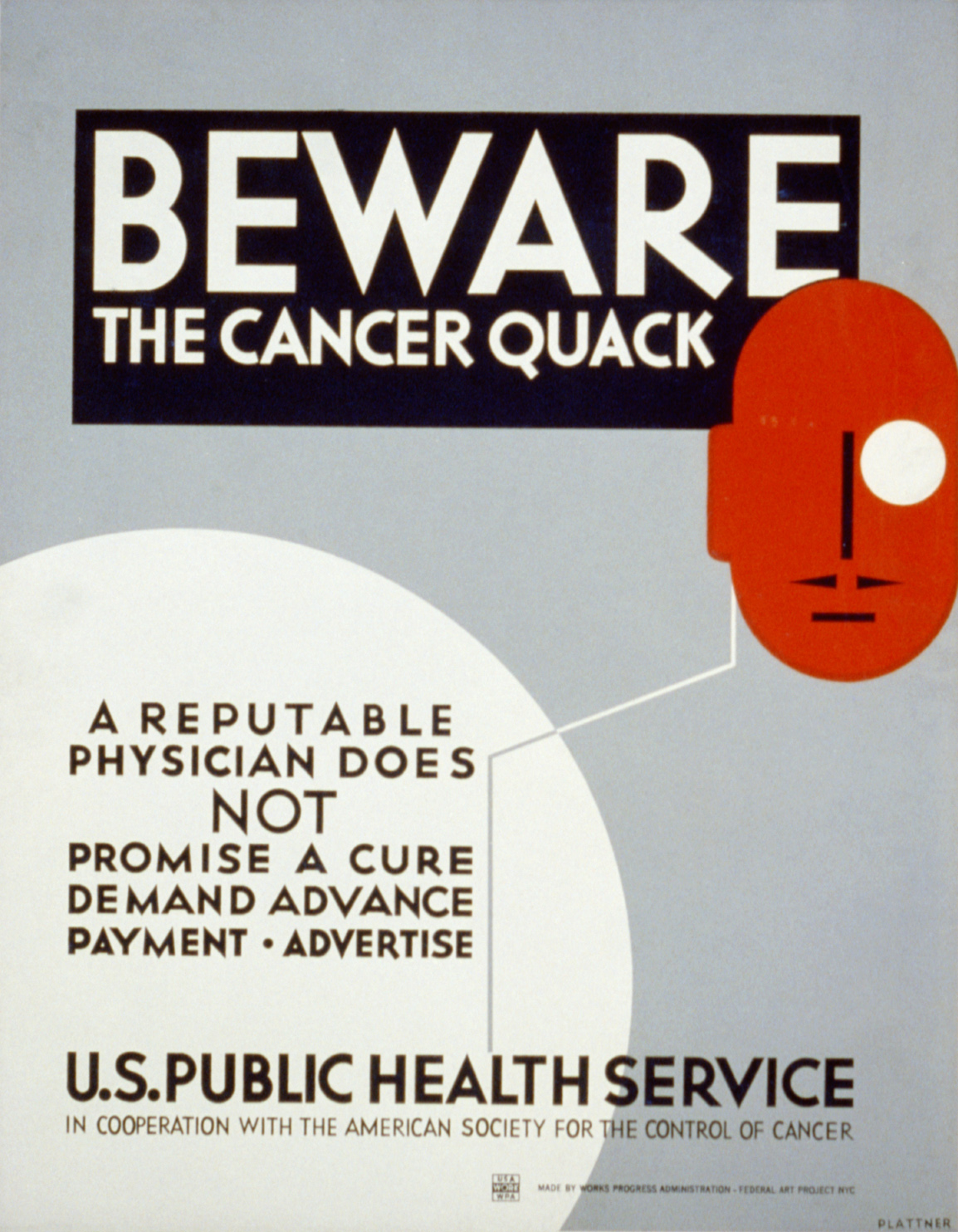
公共事業促進局の偽医療に対する注意喚起ポスター。「癌のインチキに警戒せよ」と書かれている。

偽医療（にせいりょう、英語：Quackery, Health fraud）とは、藪医者が行う「いんちき療法」のこと。「インチキ療法」という表現もある。また、このような医療を行う医者のことは昔から「ヤブ医者（藪医者）」と呼ばれており、現在でもその名称で呼ばれることは多い。なかでも悪質な者は「悪徳医師」と呼ばれることがあり、さらに最近では、インチキ医療を繰り返す医師は「リピーター医師」と呼ばれることがある。

## 定義
オックスフォード辞典 (The Oxford Dictionary) は、quack について “a person who pretends to have medical skill or knowledge”（医療の技術や知識を持っているかのように装う者）という定義文を掲載している（英語の quack は藪医者、ヘボ医者、ニセ医者と訳されることもある）。
医療を受ける人の視点では、基本的には、ある行為に本当に治療の効果があるのか無いのかによって、本物の医療なのか偽医療なのか評価が分かれる傾向にある。
医療関係者の視点ではおおむね、自身が属している集団がまっとうな医療を行っており、他の集団がいかがわしい医療あるいはインチキな医療を行っている、といった見解になる傾向がある。
「偽医療」と「本物の医療」を線引きすることと「健康保険の給付が受けられる/受けられない」の区別は別の問題である。なお、何らかの治療効果がある行為は偽医療ではないので、医療（通常医療、代替医療、統合医療）を参照のこと。
一方、科学的・医学的根拠に基づかない医学のふりをした誤った考え方による医学の様な概念で構成される「標準治療ではないある民間療法」の総称は、ニセ医学とされている。

## 医師と偽医療
医師が、（患者からは医療と思われていても）治療効果が無い行為や患者を害する行為を行うことがある。患者にとって意味がない治療行為や害があるような行為や患者の希望や意思を無視した治療は、偽医療とされることがある。
医師自身が、ある行為（投薬、手術など）に治療効果が無いと知りつつ、あるいは患者に害を及ぼすと知りつつ、その都合の悪い事実を隠して行っている場合がある。

### 偽医療がはびこる理由、背景
マーティン・ガードナーは、1952年の著書 "In the Name of Science" において偽医療がはびこる理由を2つを挙げた。
- 「第1に、いかさま師がたいてい非常に金を儲けることができるため[4]」（つまり医師が金銭欲に眼がくらみインチキ医療を行っている、ということを言っている）
- 「第2に、もともと いかさま師でも"治療"に成功することはほとんど確実であるから[4]」

ガードナーは、2番目に挙げた理由をさらに2つに分けて説明した。「インチキ医師でも治療に成功する理由の半分は、人間の病気の多くは、いくつかの重い病気も含め、何ら治療を加えなくても消滅する（=自然治癒する）からだ」と述べ、理由の残り半分は「人間の病気のほとんどは心身医学的なものであるため、患者が医師を信頼すれば治療方法が奇妙なものでも、患者はしばしば奇跡のように治癒するおかげだ」と述べた。
また、ブリーマンとキャロル (Author, Vreeman, and Carroll 2007) によれば、医師の中に医学的神話（医学的には何ら根拠がない話）を信じてしまう人もいるため、それが不適切な医療行為の原因になる恐れがある。医師の間で信じられてしまう 根拠無きインチキの説については「科学における不正行為#不正行為の具体例」も参照。

### インチキ医療の具体例

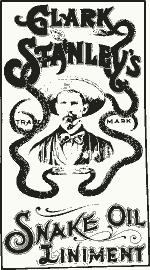
「Clark Stanleyのスネークオイル（蛇油）」
パテントを取得し、何にでも効く薬（万能薬）として売られていた。転じて「snake oil」は薬効が無いのにもかかわらず、薬として売られているもの全般も指すことになった。

風邪に対する医者の "治療" 行為
1952年にマーチン・ガードナーは、インチキ医療の具体例として風邪の時に医者のところへ行き治療してもらったと思うこと、を挙げた。例えば、ある人が風邪が長引いたところで医者のところに行く。壁にかかっている（本当はニセモノかも知れないのだが）学位証書の暗示にかかって、医者のことを信頼する。医者は何かをする（例えば、赤外線を足にあてるなどの行為）。1週間ほどもすると、医者が行った"治療"の内容が何であれ、風邪の症状は消える。すると患者は、てっきり医者の治療行為が治してくれた、と信じ込む。
米山公啓は「医師がくれた薬が風邪を治してくれた」などと思うのは、ただの思い込みに過ぎない、と指摘している。開業医にかかろうがかかるまいが、風邪は100%治癒するのであり、自然治癒するのが風邪だ、と指摘している。医者が治してくれたと思える時でも、実は何が起きているかというと、患者は "医者に行けば特別な治療をしてくれて、早く治すことができる" と思いたがっていて、医者も "風邪の患者は自分が処方する薬によって早く治しているはずだ" などと思いたがっているのであって、つまり患者と医者が互いに幻想を見ていて、その共同幻想のルールのもとに風邪の "治療"（=本当は治療でも何でもない行為） が行なわれている。本当は、風邪は自然治癒で治っているのだが、（患者も医師も）病気は治療で治ったと信じたがっていて、ひとたび「医者に行った。風邪が治った」という一連の記憶ができあがってしまうと、人はその次からは風邪が長引くと、それだけで医者のところへ行くようになってしまうという。

その他の具体例
- 瀉血
- 富士見産婦人科病院事件
- 山本病院事件

### 健康や命を害する深刻なインチキ医療に関する指摘
医師のロバート・メンデルソンは「医者の私利私欲には警戒するべきである」と述べている。医師は、人間のからだが持つ自然な変化に「治療」という名目で介入し、その介入の対価として報酬（=お金）を受け取り、世間の評価を得ている。放置しても自然治癒力で治ることを正直に言ったり、別の医者のところに行くように勧めていては、医師は報酬を期待できない。だから、医師は目の前に現れた人に（適切ではない場合でも）医療処置を施す傾向がある、とメンデルソンは述べている。また、医者は、そうするように教育されてもいる、とも述べている。
また、医師自身には偽医療を行っているとの自覚がないままにそれを行っている場合もある。現代西洋医学の医学論文や医学研究の場において、ある治療法が危険性があるにもかかわらず、調査を十分にしないままに"危険性は無い"と主張する例が多々あり、医師の大半はそれを信じ、その治療法を実行し患者に害を加えてしまうことがある、とメンデルソンは指摘した。さらに、現代西洋医学の治療の中には、実は効果がないものが多々含まれている。それどころか（現代西洋医学の場合）「当の病気そのものよりも、"治療"の方がはるかに危険だということがしばしばある」とメンデルソンは述べている。
日本では、偽医療がはびこる理由として、本来医師に対するチェック機関であるべき医道審議会がまともにチェック機関の役割を果たしておらず、問題行為を繰り返す医師に甘く、免許剥奪という措置をとらないことが原因で悪徳な行為が蔓延している、としている。

## 偽医療を扱った作品
- コーマ (映画)

## 関連書籍
- ロルフ・デーゲン『フロイト先生のウソ』赤根洋子訳、文藝春秋、2003年、ISBN 9784167651305。(原題：Lexikon der Psycho-Irrtümer, 2000)